# Aplysia
« Lièvre de mer » redirige ici. Pour les autres significations, voir Lièvre de mer (homonymie).
Genre
Aplysia est un genre de mollusques gastéropodes à corps nu, répandu dans toutes les mers du globe dont les espèces sont souvent appelées aplysie, et de manière plus générale lièvre de mer ou encore lièvre marin.

## Description et caractéristiques

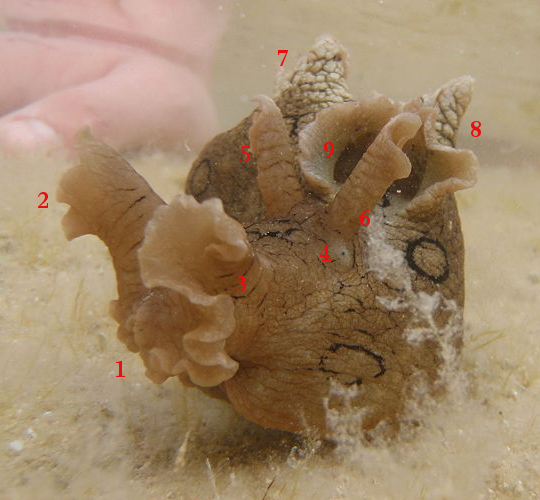
Aplysia dactylomela ; Principales pièces anatomiques externes (numérotées)
1. Tête et bouche
2. tentacule oral droit
3. tentacule oral gauche
4. "œil" gauche (petit point noir)
5. rhinophore droit (tentacule sensoriel céphalique)
6. rhinophore gauche
7. parapode droit
8. parapode gauche
9. Structure formée de deux parapodes, entourant la lamelle dorsale qui est une sorte de coquille internalisée.

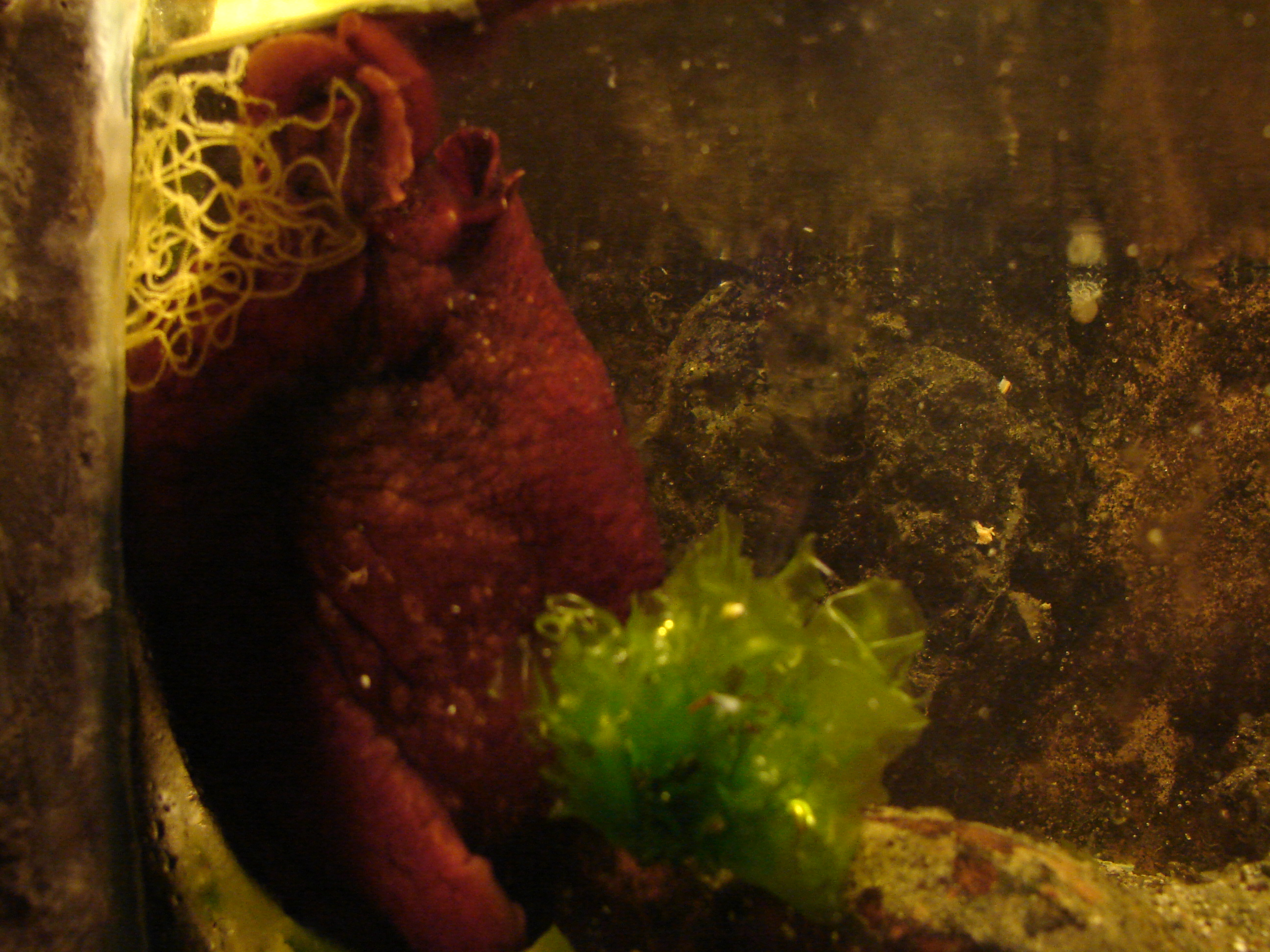
Aplysie (Aplysia punctata) à l'aquarium de Rhodes

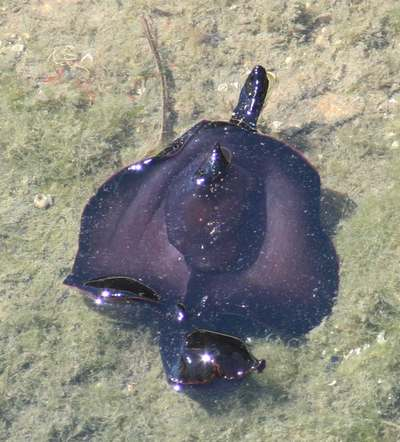
Aplysia punctata, Port de Crouesty (Morbihan - France).

Les aplysies, de l’ordre des Aplysiida, portent le nom vernaculaire de « lièvres de mer » en raison de leurs rhinophores érigés qui font penser aux longues oreilles caractéristiques des lièvres. Elles peuvent parfois nager au moyen des expansions latérales du manteau, qui sont dressées dorsalement au repos. Les aplysies sont munies d'une fine coquille interne, invisible chez l'animal vivant. Certaines espèces peuvent atteindre des tailles impressionnantes, comme Aplysia gigantea ou Aplysia vaccaria, capables de dépasser les 50 cm de long ; cependant, la plupart des espèces dépassent rarement les 10 cm. En Europe, la taille moyenne des aplysies est de 8 cm.
L'animal respire par des branchies visibles dorsalement où elles forment une structure ressemblant à un buisson. Ces branchies sont operculées.

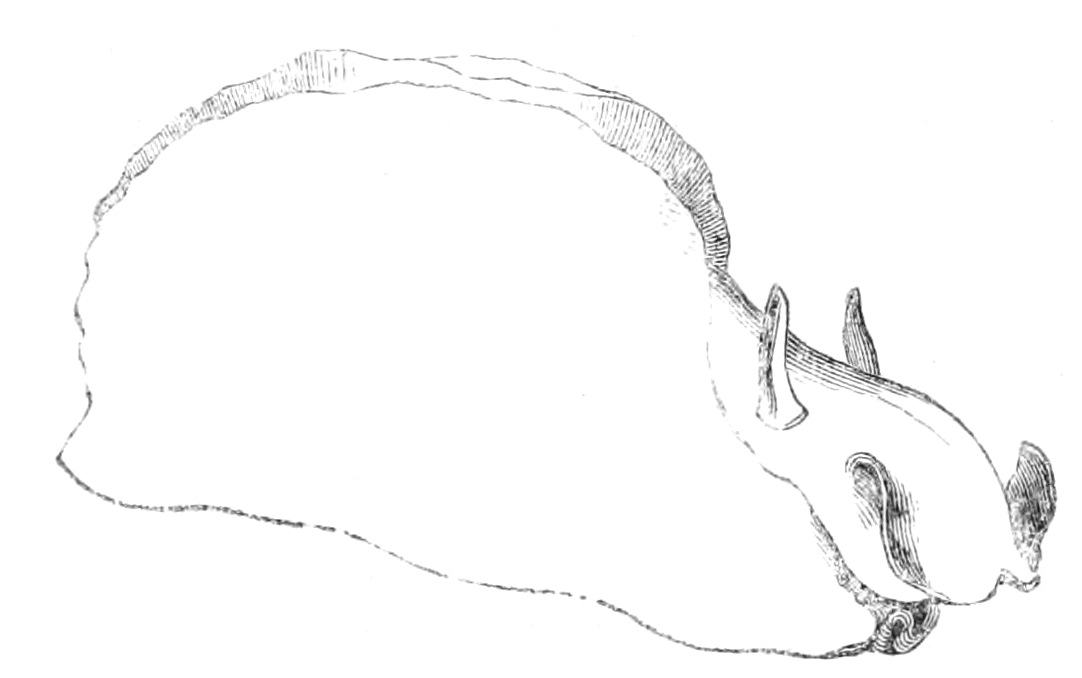
Silhouette générale d'une aplysie.
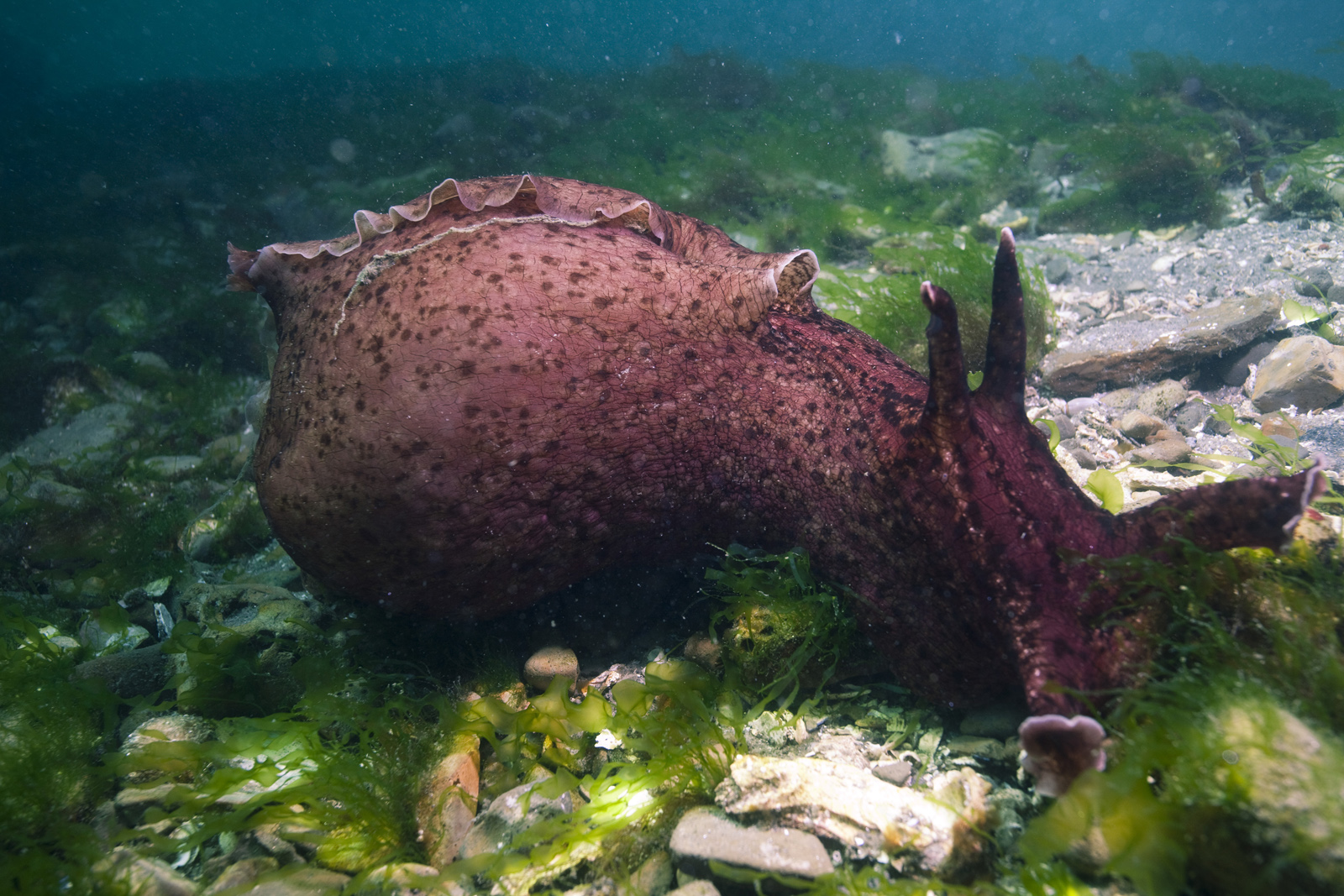
Gros individu d'Aplysia californica
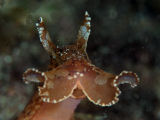
« visage » d'Aplysia juliana
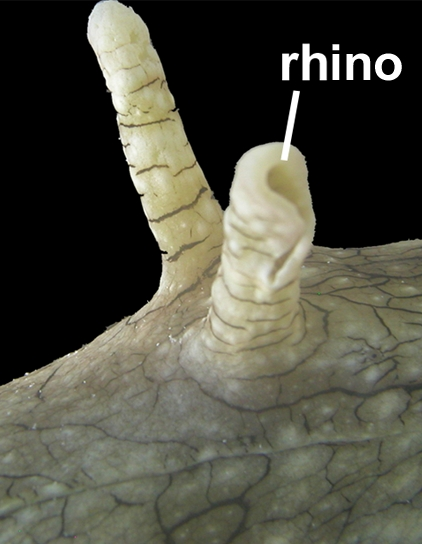
Gros plan sur les rhinophores, organes olfactifs
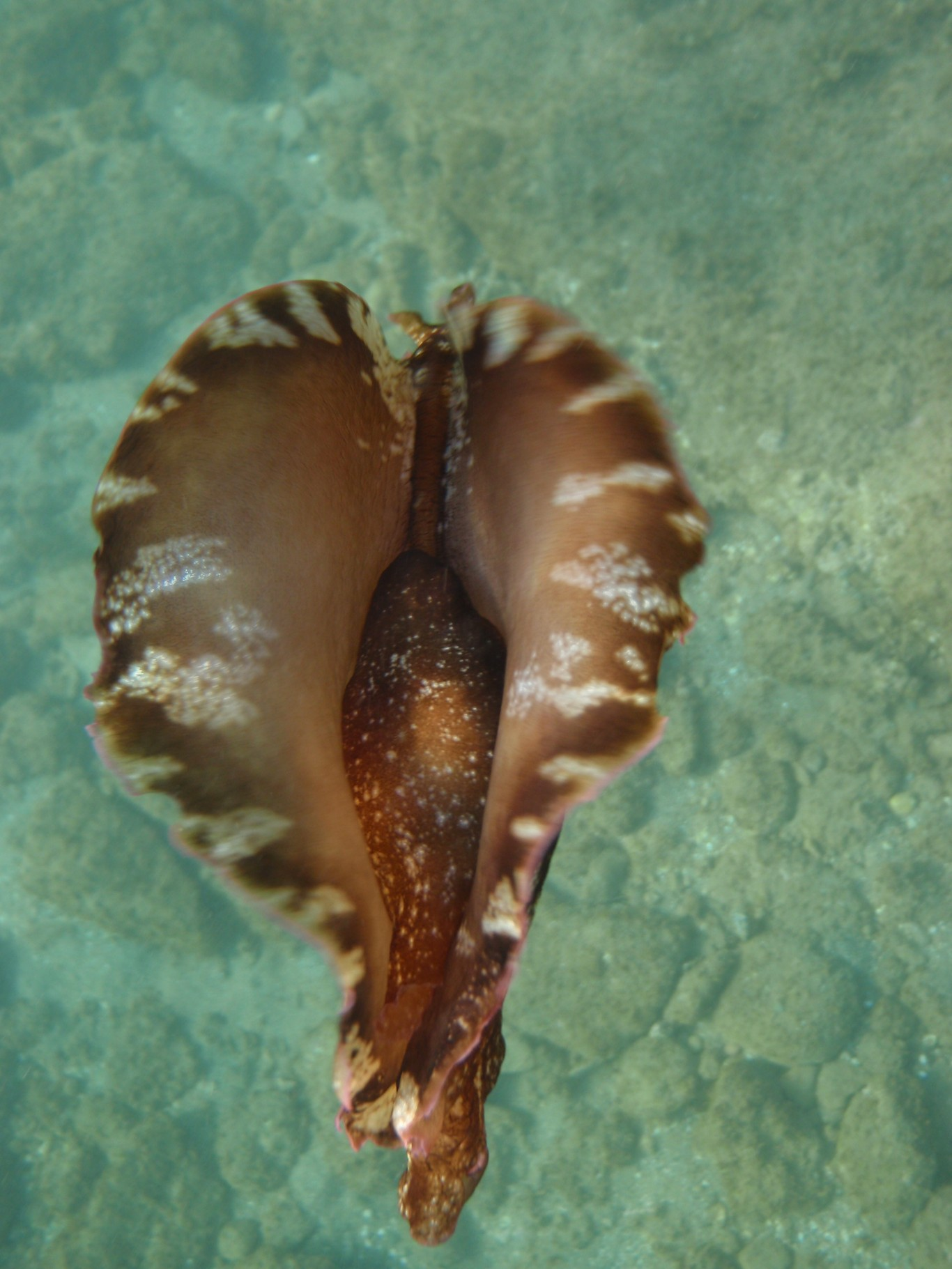
Aplysia fasciata en train de nager en pleine eau (vue du dessus)

Les aplysies sont hermaphrodites ; lors des accouplements croisés de deux individus, chacun d'eux emploie successivement l'un ou l'autre de ses sexes. Quand d'autres aplysies voient un accouplement, elles s'y joignent, ce qui conduit à des accouplements collectifs pouvant rassembler un grand nombre d'individus. Dans ce cas, les animaux peuvent mobiliser en même temps leurs organes mâles et femelles.

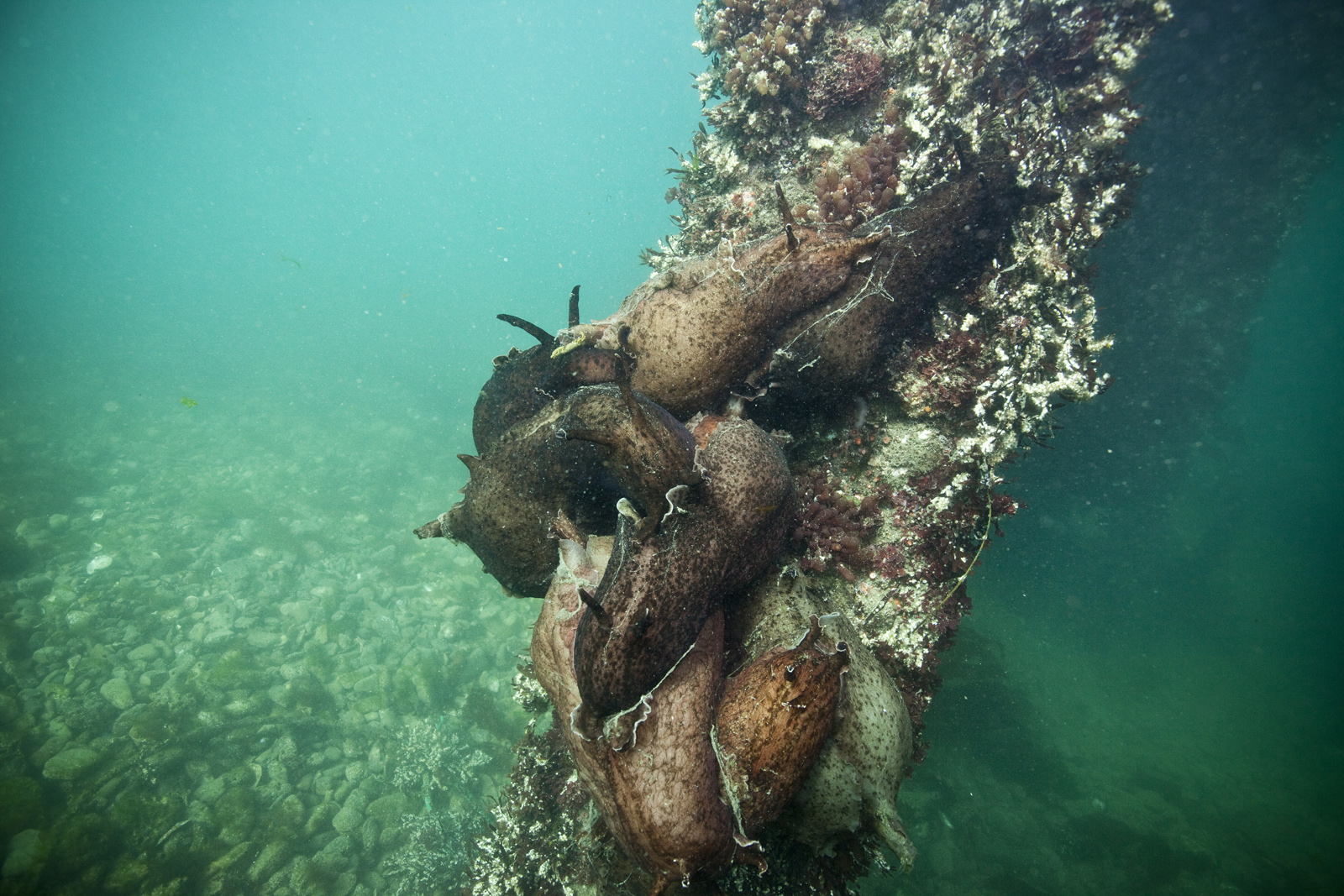
Copulation en groupe d'Aplysia californica
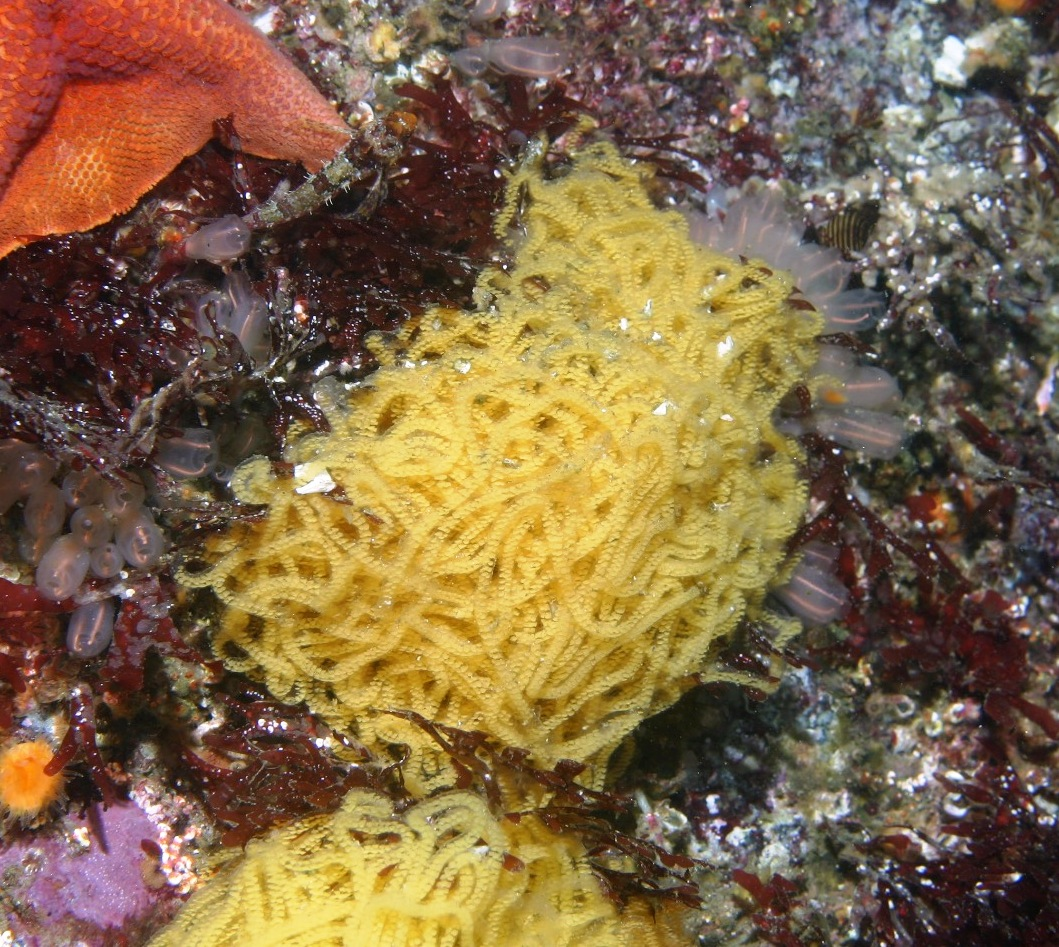
Ponte d'Aplysia californica

## Habitat et répartition
On trouve des aplysies dans toutes les mers du globe, en particulier sur les littoraux riches en algues, dont elles se nourrissent. Par conséquent, ces animaux sont inféodés à la zone photique, c'est-à-dire les premières dizaines de mètres de profondeur.
On les trouve le plus souvent dans les herbiers à zostères (frange littorale) où les animaux viennent pondre.
En France métropolitaine, les espèces les plus courantes sont le Lièvre de mer commun (Aplysia depilans), l'Aplysie fasciée (Aplysia fasciata), l'Aplysie naine (Aplysia parvula) et le Lièvre de mer moucheté (Aplysia punctata). On y trouve aussi des lièvres de mer de la famille des Aplysiidae appartenant à d'autres genres : le Lièvre de mer effiloché (Bursatella leachii) et l'Aplysie à pointes (Notarchus punctatus).

## Un mode de défense original
Comme certains céphalopodes, les aplysies trompent leurs prédateurs grâce à un jet d'encre. Mais ce mode de défense est chez eux plus élaboré que chez les calmars ou les pieuvres. En plus d'une encre pourpre servant de leurre, une deuxième glande sécrète un liquide visqueux nommé opaline.
Cette sécrétion simule une nourriture détournant les prédateurs, telle une langouste, de leur proie. De plus, ce mélange riche en acides aminés perturbe les organes olfactifs (ici les antennes) du crustacé. Ce serait « le premier cas connu d'un système de défense fondé sur l'activation des sens du prédateur » .
Des neuroscientifiques étudient les transmissions synaptiques qui sont à la base des mécanismes d'apprentissage chez l'Aplysia.

## Histoire
- On connaît la dangerosité des sécrétions venimeuses de l’aplysie depuis l’Antiquité ; les auteurs antiques Pline l'Ancien[6] et Plutarque en parlent[7],.

## Utilisation en neurosciences
Les aplysies ont joué un rôle important dans l'étude de l'activité électrique des neurones, car leur système nerveux relativement simple ne comprend que 20 000 neurones, et que ces derniers sont pourvus d'axones d'une épaisseur exceptionnellement élevée (« neurones géants »), ce qui en fait de bons modèles expérimentaux.
Les recherches sur la neurologie des aplysies ont commencé dans les années 1930 à Tamaris par Antoine Jullien, Zhang Xi, Angélique Arvanitaki et son mari N. Chalazonitis, et se sont poursuivies ensuite à l'institut Marey et à la station marine d'Arcachon par Alfred Fessard, Ladislav Tauc, JacSue Kehoe, et enfin Eric Kandel dont les recherches sur les mécanismes de la mémoire chez l'aplysie lui ont valu le prix Nobel en 2000.

## Évocations littéraires
« ... dans l’aplysie, animal marin très semblable aux limaces, mais respirant par des branchies qui forment une espèce de buisson sur le dos, et qui sont recouvertes par un opercule particulier; le cerveau est placé comme dans le limaçon; mais les filets qui entourent l'œsophage produisent deux ganglions, un de chaque côté, qui sont réunis eux-mêmes par un filet mince. »

— Frédéric Cuvier, Leçons d'anatomies comparées

« C'était un véritable chagrin pour moi d'écraser sous mes pas les brillants spécimens qui jonchaient le sol par milliers, les peignes concentriques, les marteaux, (...) les strombes ailes d'anges, les aplysies... »

— Jules Verne, Vingt mille lieues sous les mers

## Liste d'espèces

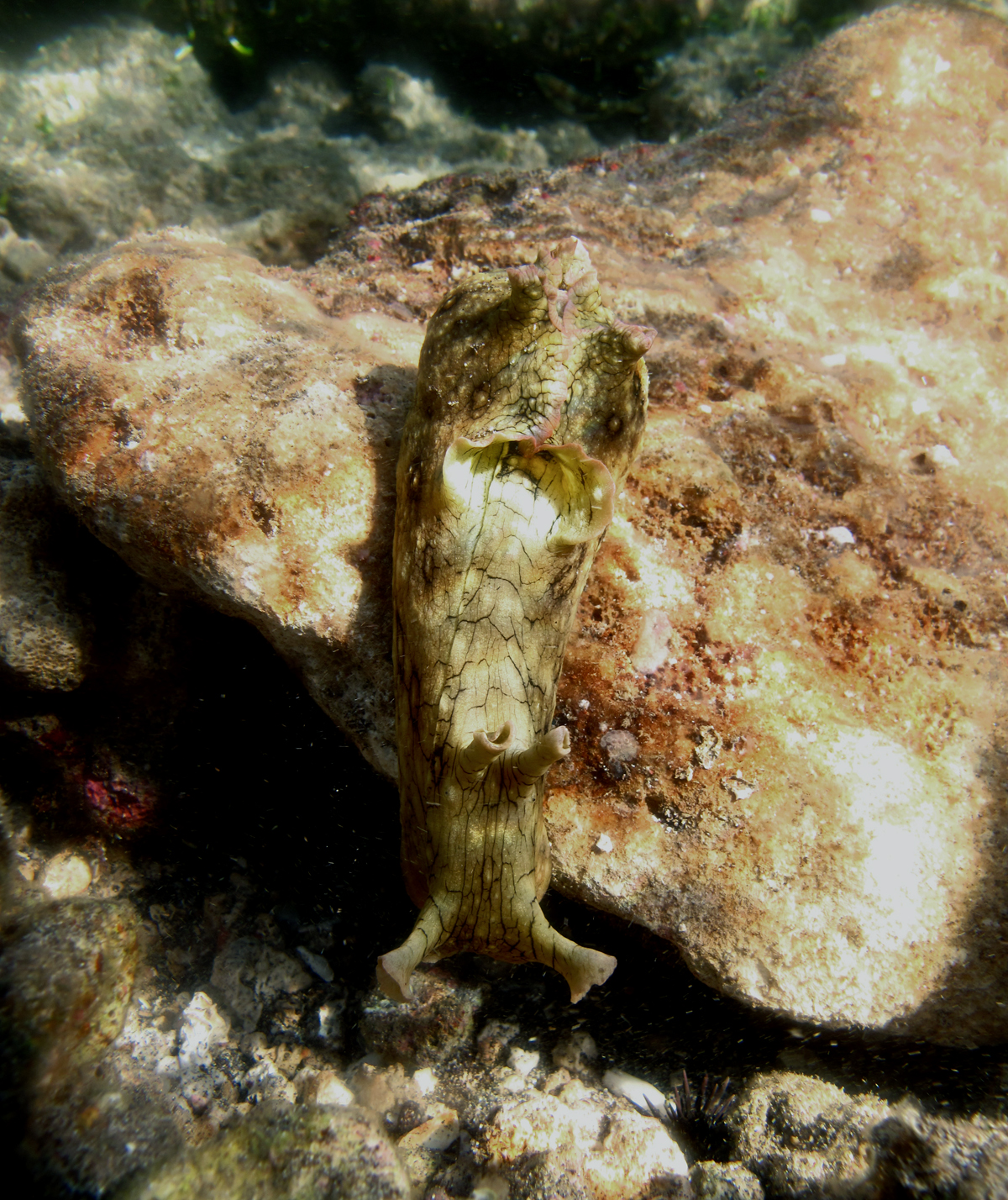
Aplysia argus escaladant des roches à La Réunion.

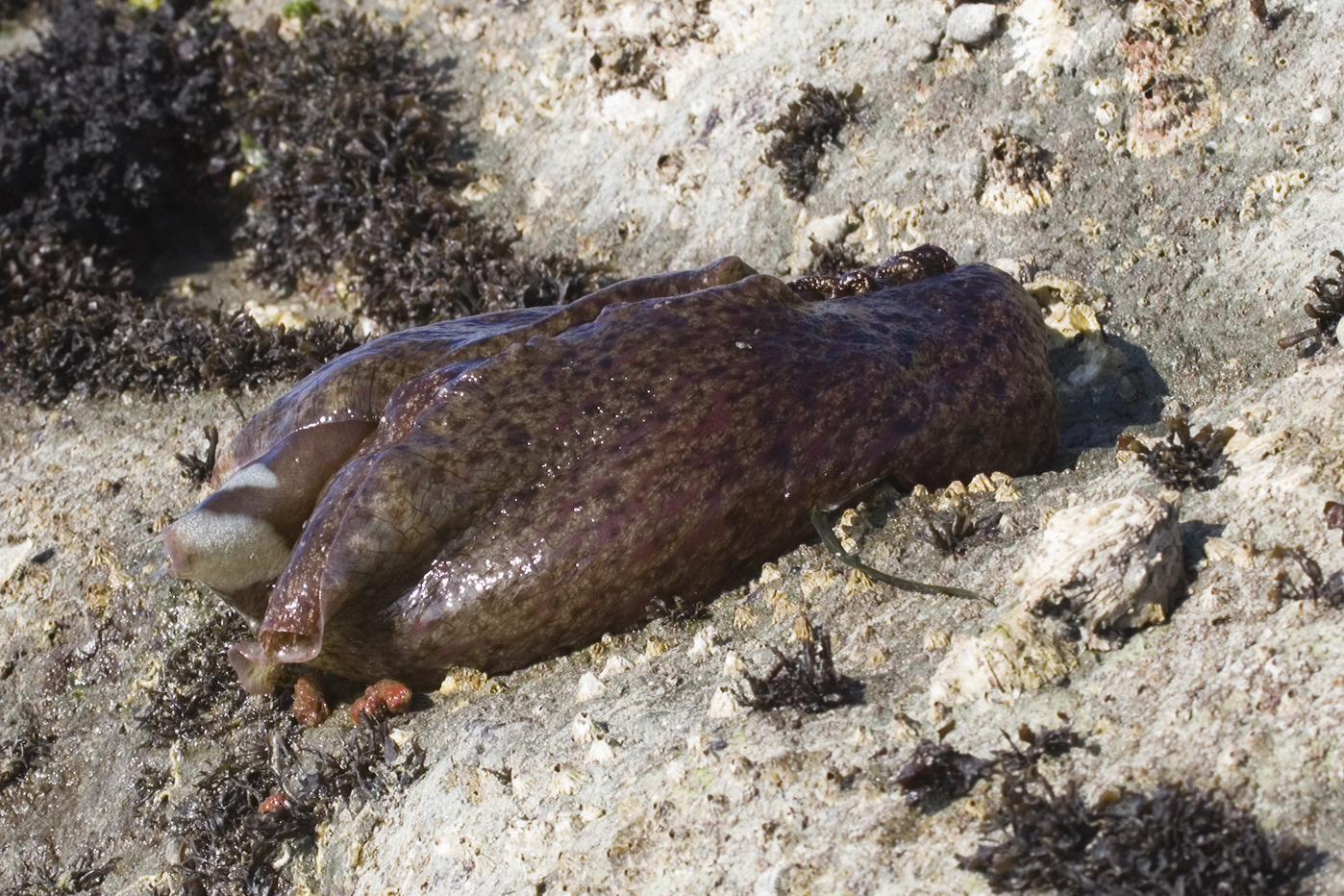
Aplysia californica hors de l'eau.

| Selon World Register of Marine Species (9 avril 2014) : - Aplysia argus Rüppell & Leuckart, 1830 - Aplysia californica J. G. Cooper, 1863 - Aplysia cedrosensis Bartsch & Rehder, 1939 - Aplysia cervina (Dall & Simpson, 1901) - Aplysia cornigera G. B. Sowerby I, 1869 - Aplysia cronullae Eales, 1960 - Aplysia dactylomela Rang, 1828 - Aplysia denisoni E. A. Smith, 1884 - Aplysia depilans Gmelin, 1791 - Aplysia dura Eales, 1960 - Aplysia euchlora A. Adams, 1861 - Aplysia extraordinaria (Allan, 1932) - Aplysia fasciata Poiret, 1789 - Aplysia gigantea G. B. Sowerby I, 1869 - Aplysia inca d'Orbigny, 1837 - Aplysia juliana Quoy & Gaimard, 1832 - Aplysia keraudreni Rang, 1828 - Aplysia kurodai Baba, 1937 - Aplysia lineolata A. Adams & Reeve, 1850 - Aplysia maculata Rang, 1828 - Aplysia morio (A. E. Verrill, 1901) - Aplysia nigra d'Orbigny, 1837 - Aplysia oculifera A. Adams & Reeve, 1850 - Aplysia parvula Mörch, 1863 - Aplysia punctata (Cuvier, 1803) - Aplysia rehderi Eales, 1960 - Aplysia reticulata Eales, 1960 - Aplysia reticulopoda Beeman, 1960 - Aplysia robertsi (Pilsbry, 1895) - Aplysia rudmani Bebbington, 1974 - Aplysia sagamiana Baba, 1949 - Aplysia sowerbyi Pilsbry, 1895 - Aplysia sydneyensis G. B. Sowerby I, 1869 - Aplysia tanzanensis Bebbington, 1974 - Aplysia vaccaria Winkler, 1955 - Aplysia vexans Bergh, 1905 | Selon ITIS (9 avril 2014) : - Aplysia brasiliana Rang, 1828 - Aplysia californica J. G. Cooper, 1863 - Aplysia cervina (Dall & Simpson, 1901) - Aplysia dactylomela Rang, 1828 - Aplysia depilans Gmelin, 1791 - Aplysia donca Ev. Marcus & Er. Marcus, 1960 - Aplysia fasciata Poiret, 1798 - Aplysia geographica (A. Adams & Reeve, 1850) - Aplysia juliana Quoy & Gaimard, 1832 - Aplysia morio (A. E. Verrill, 1901) - Aplysia parvula Morch, 1863 - Aplysia punctata - Aplysia reticulopoda Beeman, 1960 - Aplysia vaccaria Winkler, 1955 |

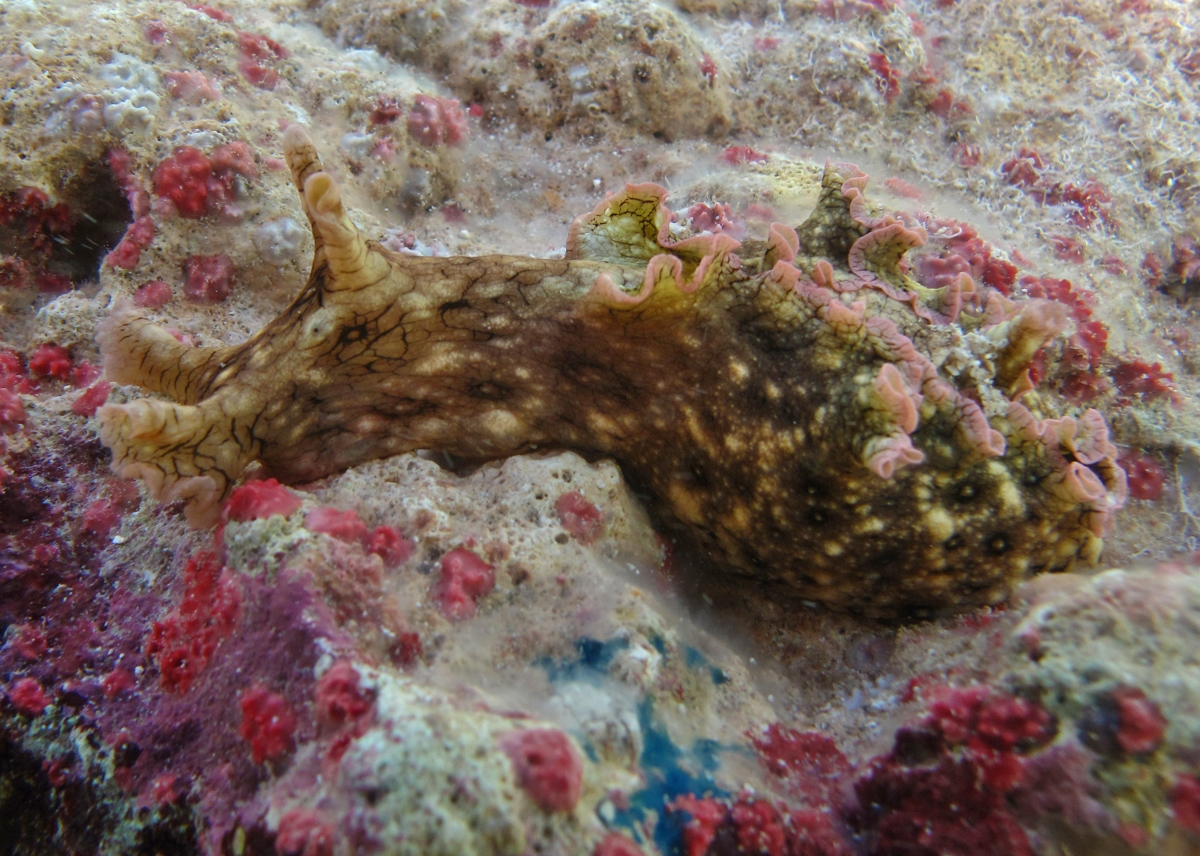
Aplysia argus
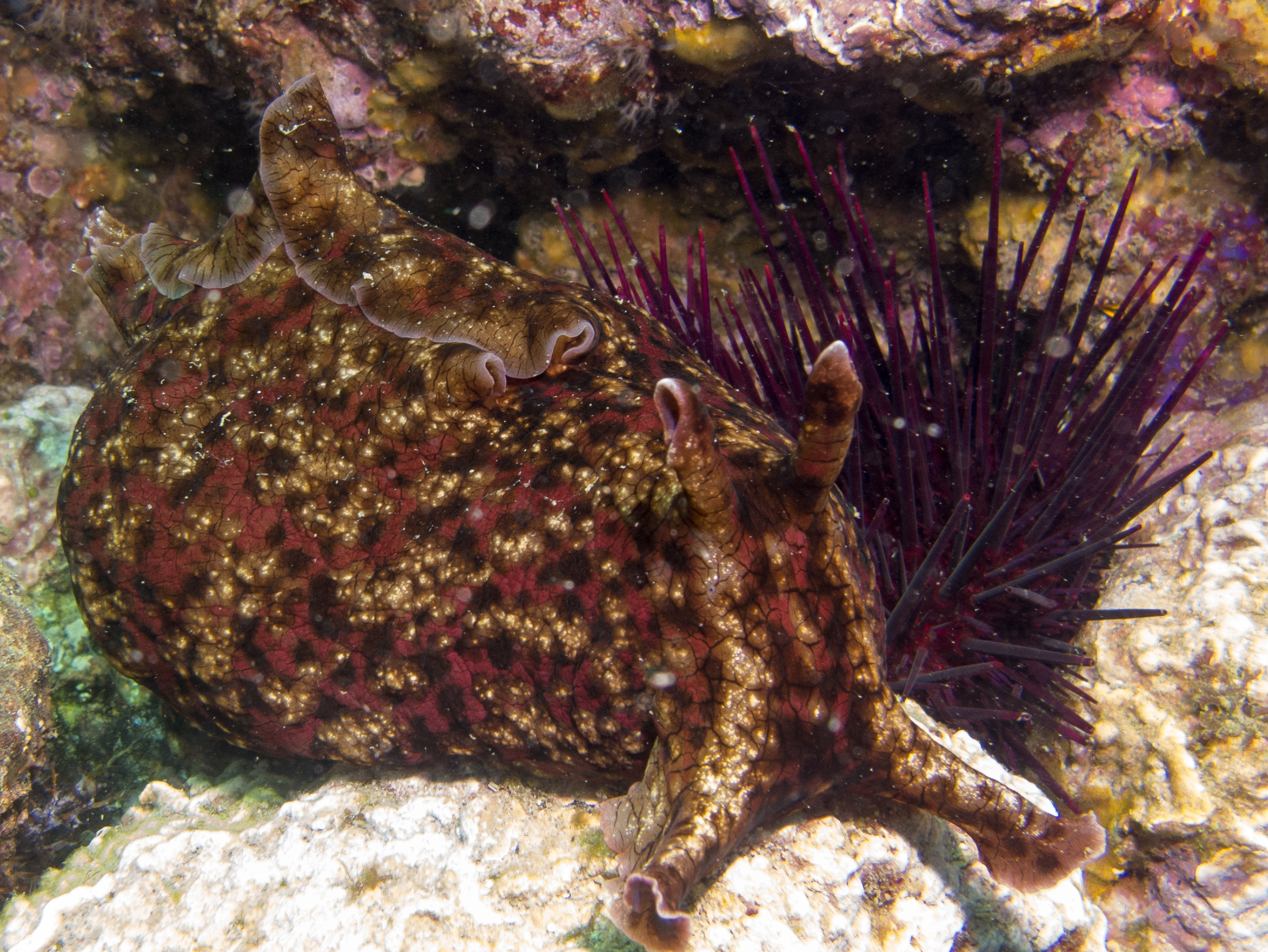
Aplysia californica
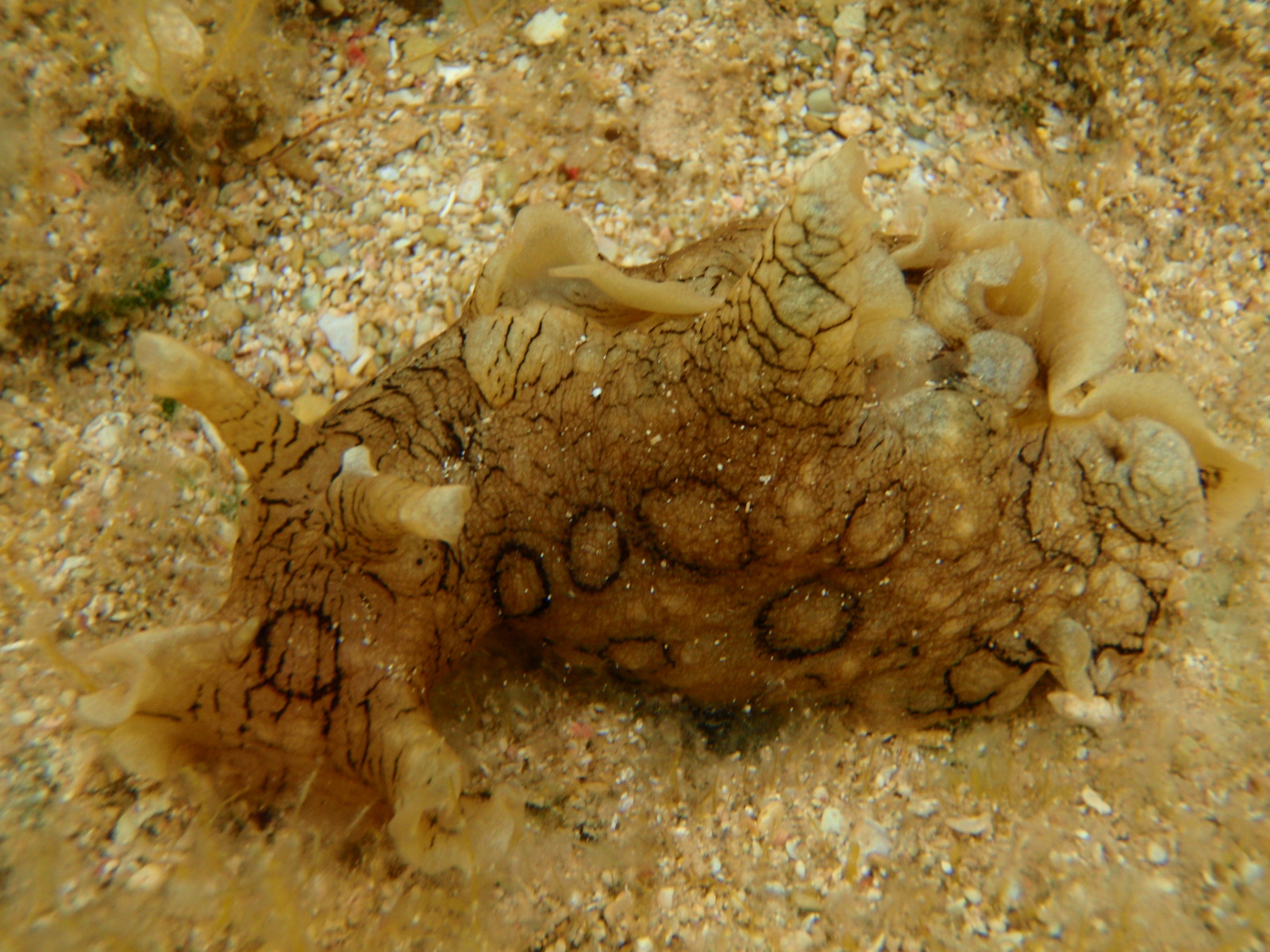
Aplysia dactylomela
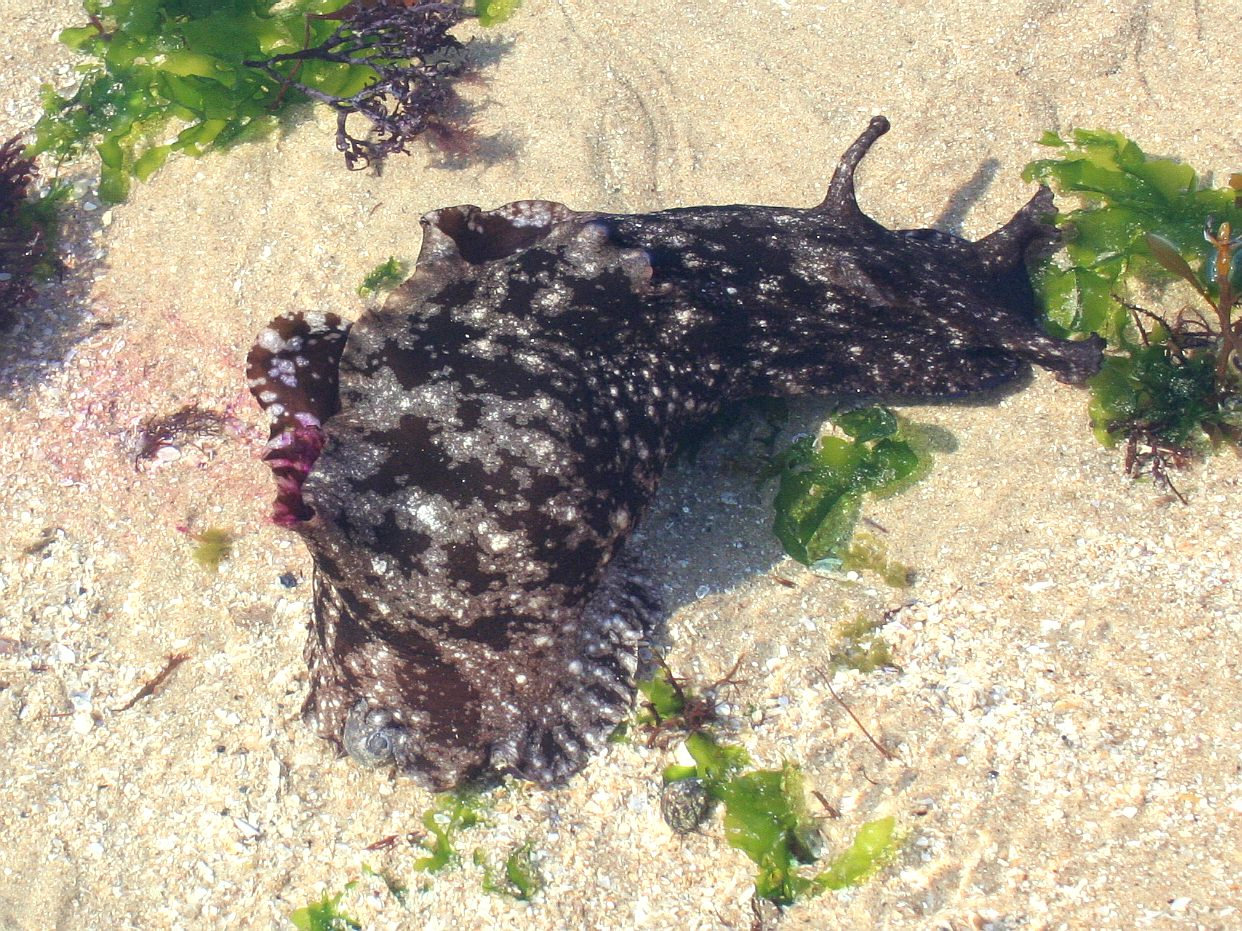
Aplysia depilans
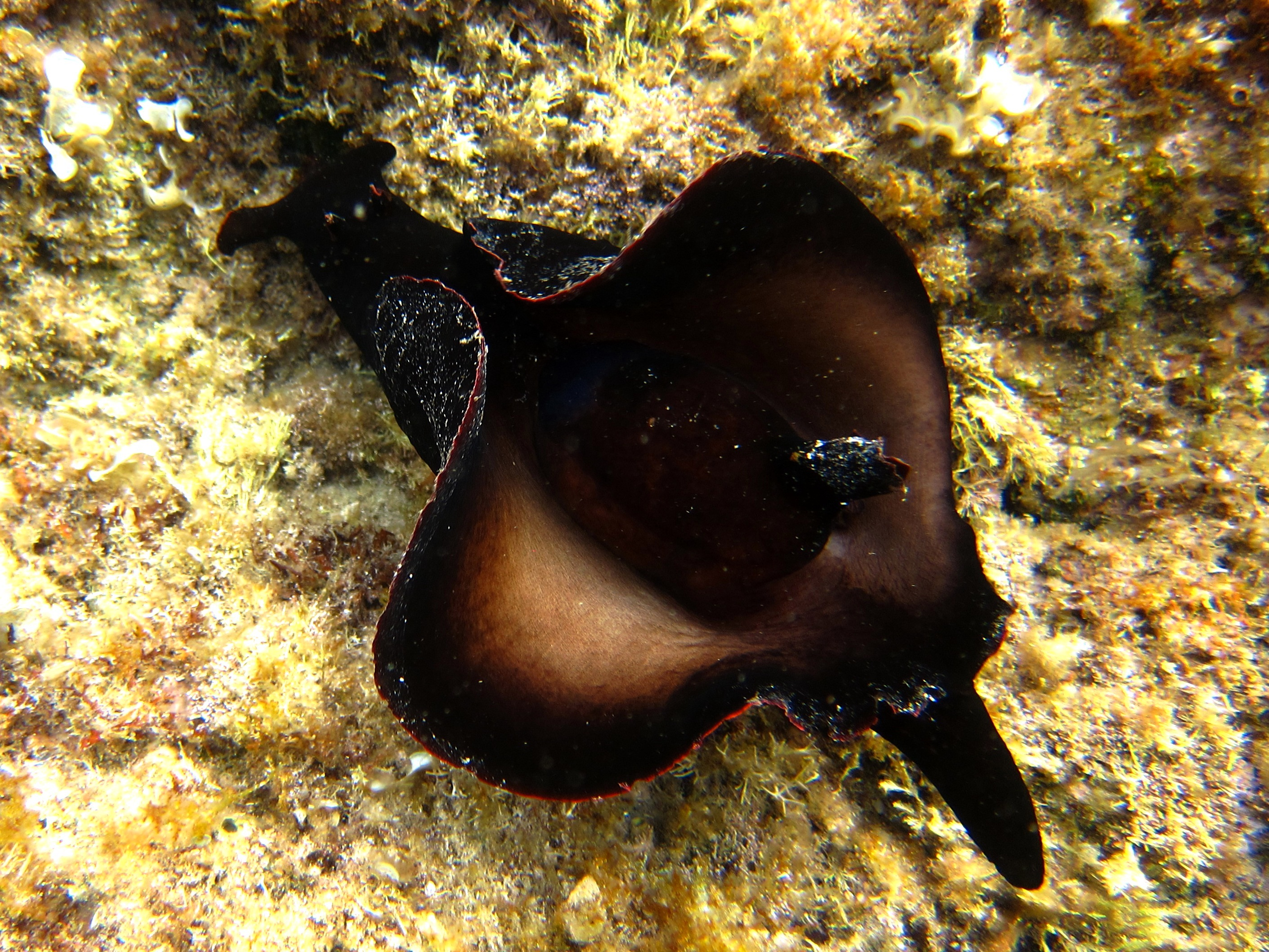
Aplysia fasciata
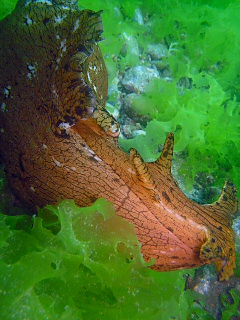
Aplysia gigantea
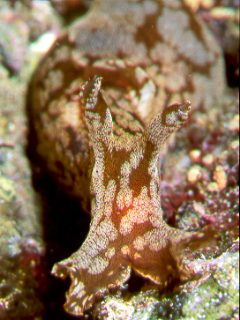
Aplysia juliana
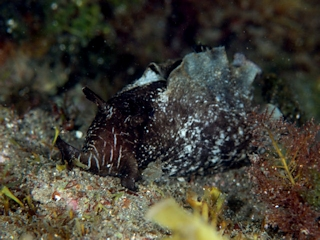
Aplysia kurodai
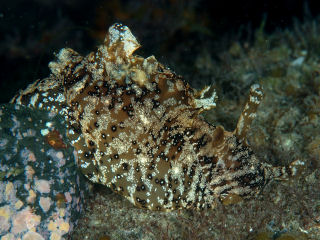
Aplysia oculifera
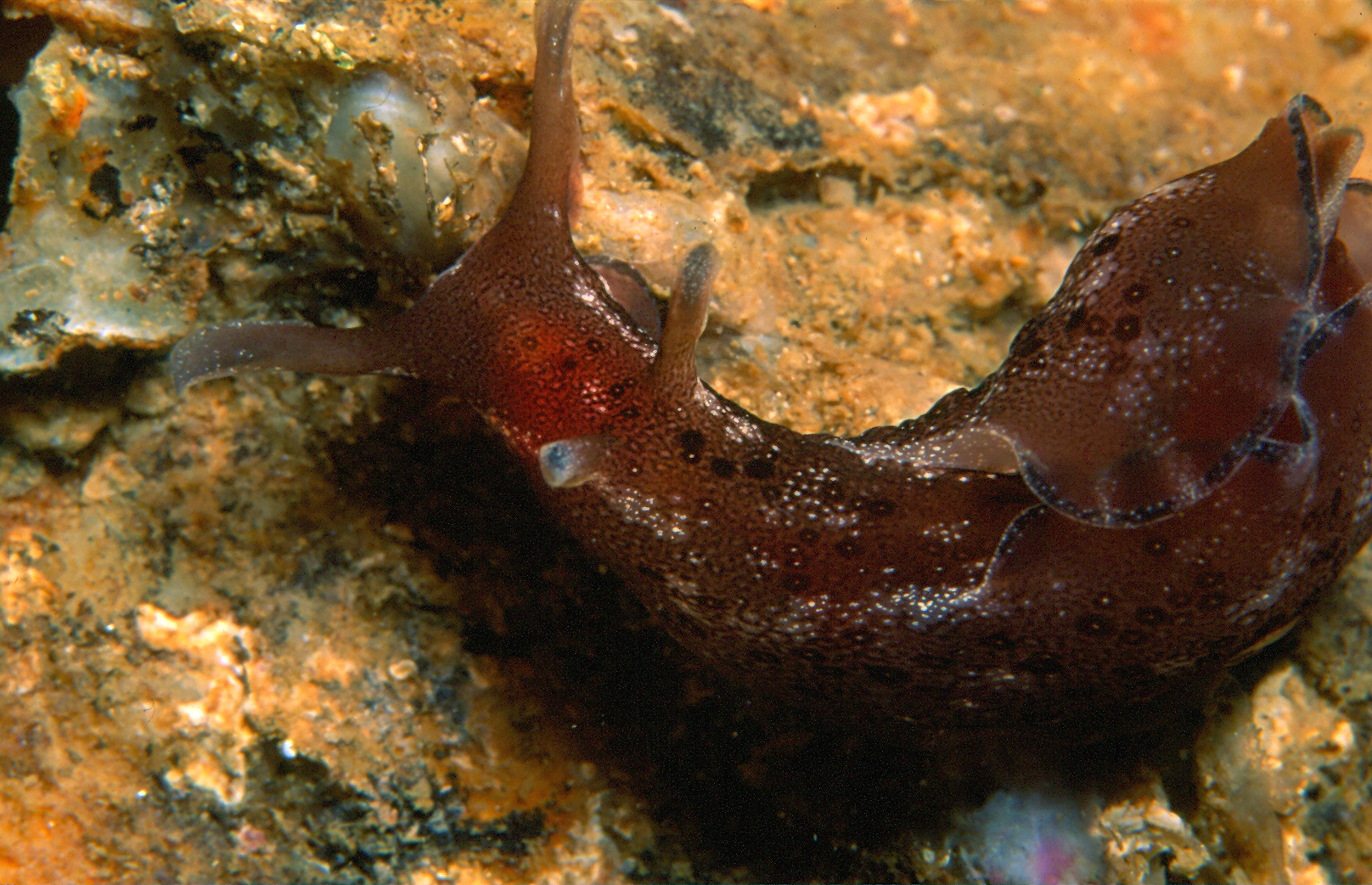
Aplysia parvula
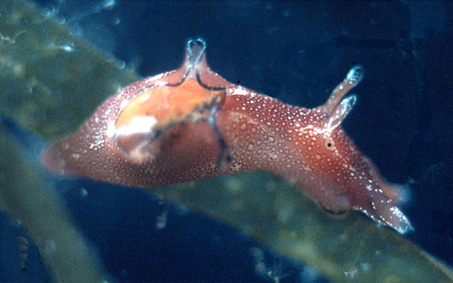
Aplysia punctata
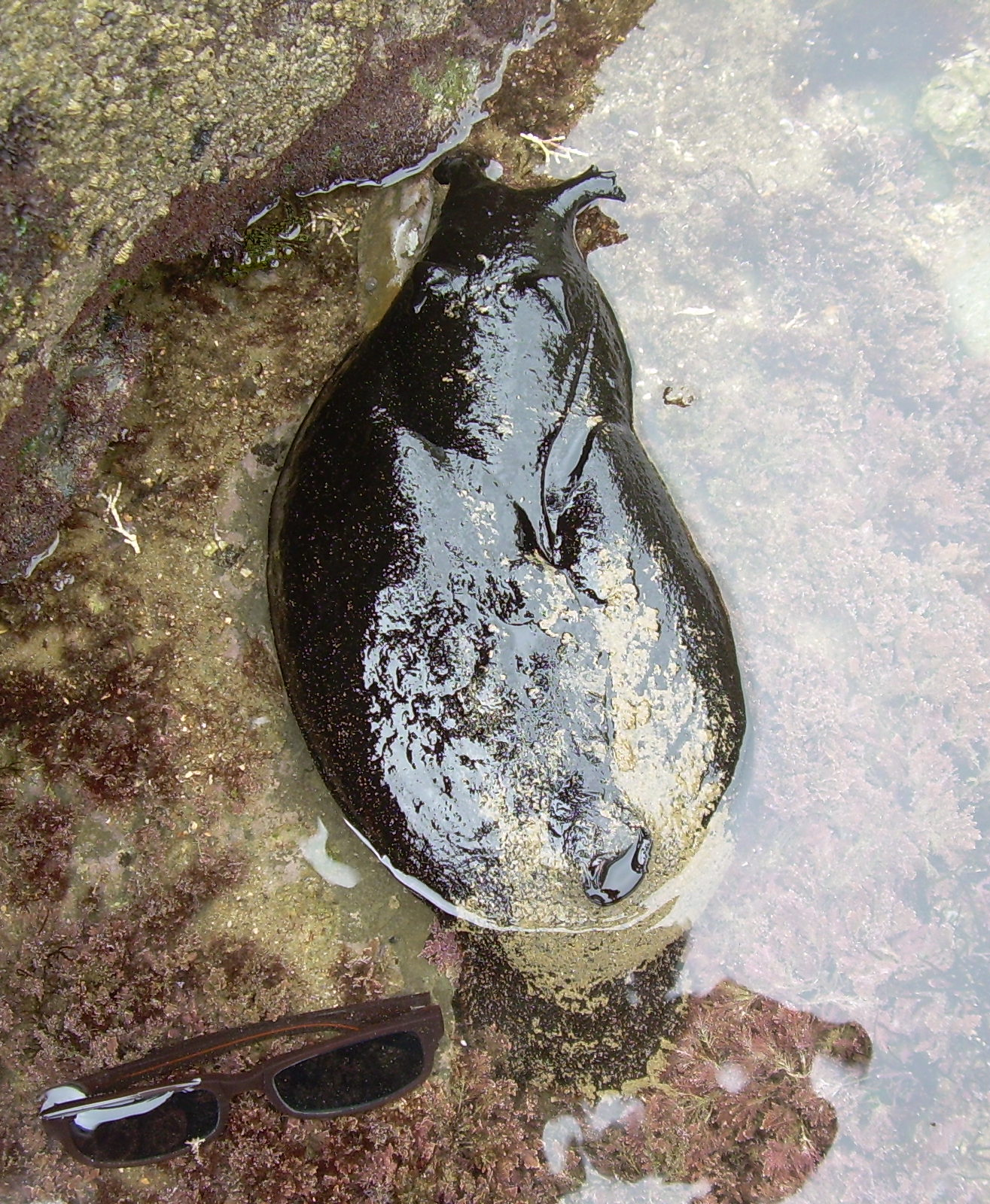
Aplysia vaccaria